# 沢田村 (岐阜県)
沢田村（さわだむら） は、かつて岐阜県養老郡に存在した村である。
現在の養老郡養老町沢田に該当する。
当村が成立した際には上石津郡の村であったが、郡制施行後、養老郡の村となっている。

## 歴史
- 1878年（明治11年） - 郡区町村編制法施行に伴い、石津郡は上石津郡と下石津郡に分割され、当村は上石津郡の村となる。
- 1889年（明治22年）7月1日 - 町村制により沢田村が発足。
- 1897年（明治30年）4月1日[3] - 郡制に基づき多芸郡の一部と上石津郡が合併し、養老郡となる。当村は養老郡の村となる。
- 1897年（明治30年）4月1日 - 養老村[4]、桜井村と合併し、改めて養老村が発足。同日沢田村は廃止。